# Сипайлы
Сипа́йлы (бел. Сіпайлы) — деревня в составе Вишовского сельсовета Белыничского района Могилёвской области Белоруссии. Население — 90 человек (2009).

## География

### Расположение
Деревня расположена в 21 км на восток от Белынич, в 30 км от Могилёва и железнодорожной станции Могилёв I. Деревня имеет две основные улицы. На северо-запад от основной протяжённой широтной улицы размещена короткая улица широтной ориентации. На юге находится обособленная часть деревни в виде самостоятельных посёлков. Застройка двухсторонняя, деревянными домами усадебного типа с хозяйственными постройками.

### Гидрография
Восточная окраина деревни находится на реке Вабич. Основной рыбой, которая водится в реке является плотва, голавль, пескарь обыкновенный, окунь, щука, уклейка, быстрянка, бычок-песочник, бычок-кругляк, голян озёрный (авдотка), колюшка девятииглая, колюшка трёхиглая, краснопёрка, подкаменщик, щиповка, язь. В деревне отсутствует водопровод и канализация. Водоснабжение осуществляется из колодцев, а так же жители домов расположенных на берегу реки берут воду из неё. На западной окраине деревни имеется родник с чистой водой, которым пользуются жители деревни.

## Транспортная система
Транспортная связь с областным и районным центрами осуществляется по шоссейной дороге Большой Нежков — Круглое, затем по автомагистрали Минск — Могилёв. Регулярно ходит рейсовый автобус Могилёв — Круглое. В самой деревне имеются сельские дороги удовлетворительного состояния. Через реку Вабич имелся брод, по которому осуществлялась транспортная связь с деревней Гняздин находящейся на восточном берегу реки Вабич. В настоящее время данный брод запущен и не используется.

## История
По письменным источникам известна с XVIII века. После первого раздела Речи Посполитой (1772 год) находилась в составе Российской империи. В 1777 году — в Могилёвском уезде Могилёвской губернии. В 1785 году — в составе имения Головчин Могилёвского уезда, 34 двора, 197 жителей. Кроме земледелия крестьяне занимались изготовлением льняной и пеньковой пряжи и ткани, бондарным ремеслом. В 1897 году в деревне было 83 двора, 542 жителя, в Нежковской волости Могилёвского уезда Могилёвской губернии. Действовали школа грамоты, хлебозапасный магазин, винный магазин.
С началом Первой мировой войны, в августе 1914 года в деревне прошла мобилизация рекрутов в действующую армию и через 2 месяца они уже попали на фронт. Многие из них погибли на фронтах в ноябре — декабре 1914 года.

С февраля до октября 1918 года оккупирована германской армией. В 1922 году создана сельскохозяйственная артель «Возрождение». В 1931 году организован колхоз «Страна Советов». 2 июля 1941 года оккупирована немецко-фашистскими захватчиками. В лесу возле деревни в 1942 году дислоцировался 122-й партизанский отряд «За Родину». Во время Великой Отечественной войны на фронтах погибли 46 местных жителей, в партизанской борьбе — 5. Освобождена 29 июня 1944 года.
25 апреля 1967 года, в полдень, в деревне произошёл сильный пожар. Сгорело около 60 жилых домов и сельскохозяйственных построек различного назначения. Пожар начался из-за замыкания электропроводки на столбе примыкавшем к крыше одного из домов. Распространению пожара способствовал сильный ветер и тот факт, что много домов и построек имели соломенную крышу. Люди при пожаре не пострадали, так как это был рабочий день, дети находились в школе. В домах были в основном только старики и маленькие дети, которые укрывались в безопасном месте. В последующем, на юге деревни, для погорельцев отстроили новые дома в виде четырёх самостоятельных посёлков.
В 1986 году — в составе колхоза «Заветы Ленина» с центром в деревне Каменица. Действовали клуб, магазин, машино-тракторная мастерская, животноводческая ферма, конюшня, птичник (в конце 1970-х — начале 1980-х ликвидирован). После развала СССР из всего этого остался только магазин.

## Население
Население деревни во все времена было трудолюбивым и занималось земледелием, животноводством, птицеводством, коневодством. Почти во всей деревне было хорошее домашнее хозяйство. В 1980-е годы и после развала СССР произошёл основной отток населения в города, происходит и естественная убыль населения. В настоящее время часть домов запущено, не многие ведут домашнее хозяйство. В основном дома используют как дачи дети, внуки и правнуки некогда живших тут людей. Некоторые люди, уехавшие в 1970—1980-х годах в города, став пенсионерами возвращаются в родные дома на постоянное жительство. Но есть и те, кто отстраивается заново.

### Численность
- 2009 год — 90 жителей.

### Динамика
- 1785 год — 34 двора, 197 жителей.
- 1880 год — 62 двора, 379 жителей.
- 1897 год — 83 двора, 542 жителя.
- 1926 год — 105 дворов, 584 жителя.
- 1959 год — 547 жителей.
- 1970 год — 424 жителя.
- 2002 год — 72 двора, 133 жителя[2].
- 2007 год — 61 двор, 102 жителя.
- 2009 год — 90 жителей.

## Известные земляки
- Николай Латушкин[бел.] (настоящее имя: Владимир Горелик) — белорусский общественный и религиозный деятель, секретарь Белорусско-американского национального совета в Чикаго, где также представлял Белорусский конгрессовый комитет Америки.

## Достопримечательность
- Курган периода раннего Средневековья, на правом берегу реки Вабич —  Историко-культурная ценность Республики Беларусь, шифр 513В000389